# Dracaenura adela
Dracaenura adela là một loài bướm đêm trong họ Crambidae.